# Montenars
Montenars (friuli nyelven: Montenârs, szlovénül: Gorjani) település Olaszországban, Friuli-Venezia Giulia régióban, Udine megyében. Lakosainak száma 478 fő (2023. január 1.). Montenars Gemona del Friuli, Magnano in Riviera, Artegna, Lusevera és Tarcento községekkel határos.

## Népesség
A település népességének változása:
| Lakosok száma | 514  | 513  | 478  |
|               | 2017 | 2018 | 2023 |